# Lindsay Muir
Lindsay Muir (ur. 21 czerwca 1957) – angielski pilot balonowy i rekordzistka świata FAI. Mistrzyni Europy Kobiet w Balonach na Ogrzane Powietrze w 2012 roku.

## Życiorys
Muir zaczęła latać w 1983 roku. W 1886 roku uzyskała licencję pilota balonowego. Swoje pierwsze zwycięstwo odniosła w 1988 roku, gdy wygrała podczas swojego pierwszego startu w Mistrzostwach Wielkiej Brytanii. Sukces ten powtórzyła w 1996 roku. W 2006 roku wygrała Grand Prix Wielkiej Brytanii pokonując dwukrotnego mistrza świata Davida Bareforda. 21 maja 2000 roku Muir ustanowiła rekord świata kobiet w klasie AX-10 (balony na ogrzane powietrze od 4000 do 6000 m³). Po locie trwającym 19 godzin 7 minut i 55 sekund musiała lądować z powodu złej pogody.
Muir wyszła za mąż za Grahama Halletta, dyrektora technicznego British Balloon and Airship Club (do 2019). Ich córka Chloe Hallet od 2015 roku również startuje w zawodach FAI. Zaczynała jako 17 latka i była najmłodszym brytyjskim pilotem balonowym. W marcu 2015 roku Muir została wybrana wiceprezesem CIA (Commission Internationale d’Aérostation) FAI. W 2016 roku została nominowana do Hall of Fame (Międzynarodowej Galerii Sław CIA).

## Ważniejsze osiągnięcia sportowe

### Mistrzostwa Świata
- 12. Mistrzostwa Świata FAI w Battle Creek, Michigan, USA, 1995 – 6. miejsce[1]

- 1. Mistrzostwa Świata Kobiet w Balonach na Ogrzane Powietrze w Lesznie, Polska[6], 2014 – 35 miejsce
- 2. Mistrzostwa Świata Kobiet w Balonach na Ogrzane Powietrze FAI w Birsztanach, Litwa, 2016 – 10 miejsce[7]
- 3. Mistrzostwa Świata Kobiet w balonach na Ogrzane Powietrze FAI w Nałęczowie, Polska[8], 2018 – 20 miejsce

### Mistrzostwa Europy
- 1. Mistrzostwa Europy Kobiet w Balonach na Ogrzane Powietrze FAI w Olicie, Litwa, 2010 – wicemistrz Europy[9]
- 2. Mistrzostwa Europy Kobiet w Balonach na Ogrzane Powietrze FAI we Frankenthal, Niemcy, 2012 – Mistrz Europy[10]
- 3. Mistrzostwa Europy Kobiet w Balonach na Ogrzane Powietrze FAI w Drenthe, Holandia, 2015–12 miejsce[11]
- 4. Mistrzostwa Europy Kobiet w Balonach na Ogrzane powietrze FAI w Lesznie, Polska, 2017 – 4. miejsce[12]

### British Championships (tylko wygrane)
- Mistrzostwa 1996 – 1. miejsce[1]
- Mistrzostwa 1988 – 1. miejsce[1]

### Puchar Świata Kobiet FAI (tylko wygrane)
- 1. Mistrzostwa Świata 1990 – 1 miejsce[1]
- 2. Mistrzostwa Świata 1991 – 1 miejsce[1]
- 3. Mistrzostwa Świata 1992 – 1 miejsce[1]
- 7. Mistrzostwa Świata 1996 – 1 miejsce[1]

### World Air Games
- 1. World Air Games Hot Air Balloon Championships w Kapadocji – Nevsehir, Turcja – 2 miejsce[13]

## Odznaczenia
W 2006 roku otrzymała złotą odznakę CIA(Commission Internationale d’Aérostation) z dwoma diamentami.